# Скоробогатов Микола Аркадійович
Скоробогатов Микола Аркадійович (1923—1987) — радянський актор театру і кіно. Заслужений артист РРФСР (1977).

## Біографічні відомості
Народ. 19 грудня 1923 р. у с. Александрівському Петроградської обл. Працював у театрі «Ленком».
Знімався в українських фільмах «Потяг у далекий серпень» (1972, генерал-лейтенант Софронов), «Важкі поверхи» (1974), «Острів юності» (1976, Петро Митрофанович), «Єралашний рейс» (1977, капітан), «За все у відповіді» (1978), «Чекаю і сподіваюсь» (1980), «Страх» (1980), «Коли стають дорослими» (1985) тощо.
Помер 12 червня 1987 р. у Москві.

## Фільмографія
- 1958 — «Зоряний хлопчик»
- 1967 — «Підірване пекло»
- 1971 — «Тримайся за хмари»
- 1973 — «Слідство ведуть ЗнаТоКі. Свідок»
- 1974 — «Ні слова про футбол»
- 1976 — «12 стільців» — двірник Тихон (1, 2 серії)
- 1976 — «Колискова для чоловіків»
- 1977 — «Журавель в небі...»
- 1978 — «Сибіріада»
- 1978 — «Літня поїздка до моря»
- 1978 — «Поворот»
- 1978 — «За все у відповіді»
- 1979 — «В одне прекрасне дитинство»
- 1979 — «За даними карного розшуку...»
- 1979 — «Сищик»
- 1980 — «Дами запрошують кавалерів»
- 1981 — «Дівчина і Гранд»
- 1981 — «Олександр Маленький» — Русанов
- 1981 — «Хочу, щоб він прийшов»
- 1981 — «Зорепад»
- 1981 — «Слідство ведуть ЗнаТоКі. З життя фруктів»
- 1982 — «Зупинився поїзд»
- 1982 — «Шурочка»
- 1983 — «Демідови»
- 1983 — «Васса»
- 1983 — «Кінець бабиного літа»
- 1984 — «Формула кохання» — Степан
- 1984 — «ТАРС уповноважений заявити...»
- 1984 — «Сильна особистість із 2 «А»»
- 1986 — «Добре сидимо!»
- 1986 — «Таємний посол»
- 1986 — «Час побачень» — Аполлон Голуб та ін.